# Argostemma hainanicum
Argostemma hainanicum är en måreväxtart som beskrevs av Hsien Shui Lo. Argostemma hainanicum ingår i släktet Argostemma och familjen måreväxter.
Artens utbredningsområde är Hainan (Kina). Inga underarter finns listade i Catalogue of Life.